# Mona-Lisa Pursiainen

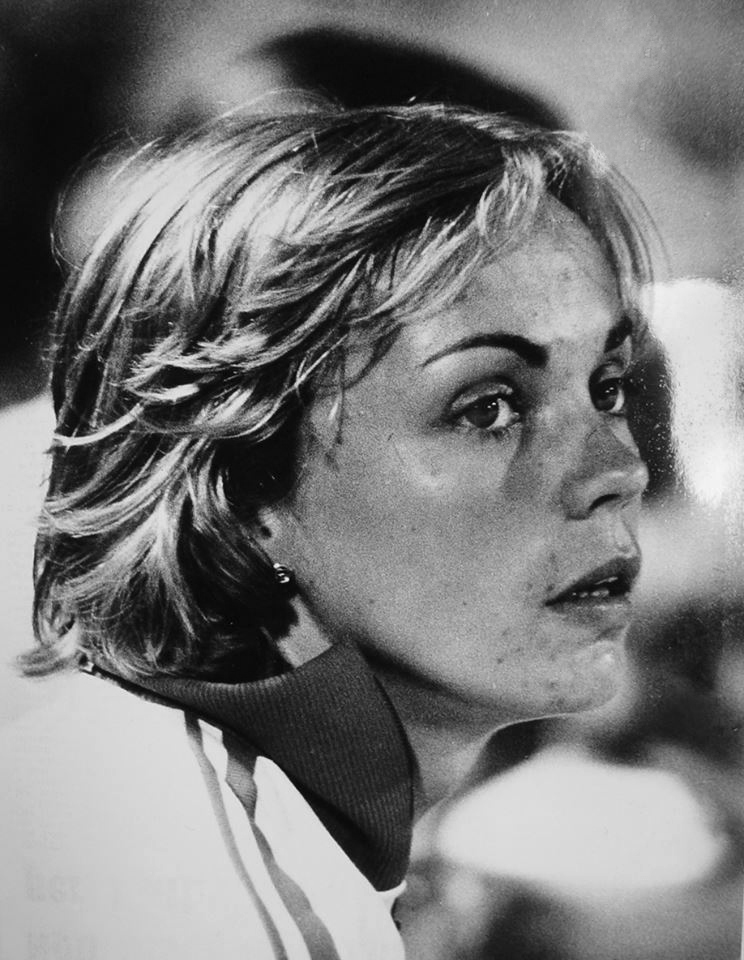
Mona-Lisa Pursiainen bei den Europameisterschaften 1974

Mona-Lisa Pursiainen (Eivor Mona-Lisa Pursiainen, geb. Strandvall; * 21. Juni 1951 in Kronoby; † 7. August 2000 in Kauniainen) war eine finnische Sprinterin.
Bei den Europameisterschaften 1969 in Athen schied sie über 100 Meter im Vorlauf aus und wurde Achte in der 4-mal-400-Meter-Staffel. 1971 wurde sie bei den Europameisterschaften in Helsinki Siebte in der 4-mal-400-Meter-Staffel und schied über 400 Meter im Halbfinale aus.
Bei den Olympischen Spielen 1972 in München wurde sie Siebte in der 4-mal-400-Meter-Staffel. Über 400 Meter erreichte sie das Viertelfinale, und in der 4-mal-100-Meter-Staffel schied sie im Vorlauf aus.
1973 erreichte sie bei den Halleneuropameisterschaften in Rotterdam über 60 Meter das Halbfinale und siegte bei der Universiade über 100 und 200 Meter.
Im Jahr darauf wurde sie bei den Halleneuropameisterschaften 1974 in Göteborg Vierte über 60 Meter. Bei den Europameisterschaften in Rom gewann sie Bronze über 200 Meter, Silber in der 4-mal-400-Meter-Staffel und wurde Sechste über 100 Meter.
Bei der Universiade 1975 holte sie Silber über 100 und 200 Meter.
1976 schied sie bei den Halleneuropameisterschaften in München über 60 Meter im Halbfinale aus. Bei den Olympischen Spielen in Montreal wurde sie Sechste in der 4-mal-400-Meter-Staffel und erreichte über 100 Meter und 200 Meter das Viertelfinale.
Neunmal wurde sie Finnische Meisterin über 100 Meter (1967–1970, 1973–1977), viermal über 200 Meter (1967–1970) und einmal über 400 Meter (1970). 1974 und 1976 wurde sie Italienische Hallenmeisterin über 60 Meter.

## Persönliche Bestzeiten
- 100 m: 11,19 s, 4. August 1973, Warschau (handgestoppt: 11,0 s, 29. August 1973, Helsinki)
- 200 m: 22,39 s, 20. August 1973, Moskau
- 400 m: 51,27 s, 16. September 1973, Helsinki